# Ursula Micaela Morata
Ursula Micaela Morata (Cartagena, 21 ottobre 1628 – Alicante, 9 gennaio 1703) è stata una religiosa spagnola, fondatrice del convento delle Clarisse Cappuccine di Alicante.

## Infanzia
Nacque in una famiglia socialmente benestante, la più piccola di tredici fratelli. Suo padre, Marco Aurelio Morata e Iscaya, di origine italiana, era cavaliere del Ducato di Savoia. Sua madre Juana Garibaldo era di Madrid, anche lei di ascendenza italiana. Entrambi morirono nel 1632, a distanza di tre giorni, quando Ursula aveva solo 3 anni, lasciandola così sotto la tutela della sorella maggiore Sebastiana. A quattro anni di età, durante un attacco di vaiolo che l'aveva portata quasi alla morte, Ursula ebbe la sua prima esperienza mistica.
Racconta così:
(Autobiografia Cap I.)
Cominciò così il suo apprendistato spirituale, acquisendo le idee dominanti del suo tempo, per quanto riguarda la preghiera, il digiuno e la mortificazione corporale, vivendo nelle sue pratiche nuove esperienze mistiche. Grazie alla sorella imparò a leggere e scrivere, cosa poco usuale nella sua epoca specialmente per le donne.

## Giovinezza
Nel 1642 si fidanzò con un suo parente, ma dopo un anno, termina la relazione. L'idea di farsi suora si insinua in lei, e a convincerla sopraggiunge un sogno profetico che le annunziò la morte di un sacerdote vicino alla sua famiglia. Contro il volere della famiglia entra nel 1648 nel monastero delle cappuccine di Murcia, con il nome di Micaela.
La peste colpì Murcia, e Sor Ursula presta servizio come infermiera. Nel 1651 e nel 1653 il fiume Segura straripa, e la comunità religiosa si vede obbligata ad abbandonare il monastero, rifugiandosi sul Monte delle Eremite. Durante questo periodo, Sor Ursula ha vissuto la crisi più importante della sua vita, una tappa nelle crisi spirituali di molti mistici. Nel 1652 riceve l'ordine da parte del suo confessore di scrivere la sua biografia.

## Evoluzione spirituale
Nel 1653, come conclusione alla notte scura, sperimentò la transverberazione del cuore in modo somigliante a quello di Santa Teresa di Gesù.
“Mi fu segnalato in spirito un angelo con un dardo di fuoco che lo infilzava nel mio cuore. Fu talmente grande il dolore e il fuoco che sentì, che mi penetrò per tutte le mie ossa e sono caduta per terra senza sensi. Però l'angelo mi prese nelle sue braccia per non farmi male. Sono stata così un'ora godendomi quello che io non posso spiegare, solo che mi abbracciava e mi bruciava nelle fiamme d'amore divino” Autobiografia, Cap VI 
Sor Ursula, visse tanto e tante diverse esperienze spirituali, vissute anche in altri mistici: visione, miracoli, percezione extrasensoriali, ecc. La religiosa è conosciuta soprattutto sia per le sue capacità di bilocazione che per le profezia, abilità che la trasforma in un oracolo, alla quale la gente le si avvicinava in cerca di consigli, fra i quali loro il re, Carlo II di Spagna e il suo fratello bastardo Don Giovanni d'Austria, con cui ebbe corrispondenza epistolare.

## Fondazione del Convento di Alicante
Nel 1669, Alicante, vide l'inizio di un progetto per l'edificazione di un convento delle Clarisas Cappuccinas. Le difficoltà furono diverse, e la fondazione non fu realizzata fino al 1672. La prima residenza fu provvisoria, in una casa a cui mancavano le condizioni appropriate per la vita comunitaria. Per questo motivo, si dà inizio, con i soldi delle elemosine dei Alicantesi, alla costruzione del convento e della chiesa, di Don Giovanni d'Austria, sotto la protezione di Carlo II. Gli edifici vennero terminati solo nel 1682. Il monastero fu denominato, Trionfi del Santissimo Sacramento, nome ispirato in una delle visioni di Sor Ursula Micaela.

## Morte e cause della beatificazione
Dopo due anni di penosa malattia, Ursula morì il 9 di gennaio del 1703, all'età di 75 anni. La sua fama di santa e il suo prestigio sociale, ha fatto sì che la sua salma rimanesse esposta in chiesa per 6 giorni. Il corpo è rimasto incorrotto, caldo e flessibile, e per questo motivo non fu sepolto. Nel 1742 il vescovo de Orihuela D. Juan Elìas Gòmez de Teràn, nel trovare il cadavere ancora intatto, ordina che rimanessi in un'arca senza essere sepolto. Così si è conservato fino ad oggi, rimanendo ancora incorrotto e flessibile. Il processo informativo diocesano per la beatificazione fu aperto per il vescovo di Orihuela-Alicante D. Raffael Palmero Ramos l'11 di ottobre del 2006 e chiuso l'11 di giugno del 2009.